# Моралес Эрнандес, Хосе де Хесус
Хосе де Хесус Моралес Эрнандес (исп. José de Jesús Morales Hernández) — мексиканский революционер, участник партизанской войны 1970-х годов, ныне писатель, адвокат и правозащитник. Преподаватель права в Университете Гвадалахары и глава политического объединения Фронт восстановления демократии в Халиско.

## Биография
Один из основателей левой группы «Викинги» (исп. Vikingos) побласьона Гвадалахары Сан-Андрес, многие члены которой, в том числе и сам Хосе де Хесус Моралес Эрнандес приняли участие в создании и деятельности Революционного студенческого фронта, Коммунистической лиги 23 сентября и «Союза народа» (Подпольная революционная рабочая партия Союза народа — Народные революционные силы). Затем глава политического объединения Фронт восстановления демократии в Халиско.
Участник партизанской борьбы в рядах леворадикальных организаций Коммунистической лиги 23 сентября и «Союза народа».
В 2005 году окончил Университет Гвадалахары по специальности право, защитив дипломную работу на тему «Юридический и криминологический анализ партизанского движения в Мексике» (исп. Análisis Jurídico, penal y criminológico del Movimiento Guerrillero en México). В 2008 году получил звание магистра права, защитив дипломную работу на тему «Анализ юридической системы и преступления насильственного исчезновения и геноцида» (исп. Análisis del sistema jurídico y los delitos de desaparición forzada y genocidio). Преподаватель в Университете Гвадалахары и автор нескольких книг. Автор киносценария по мотивам своих воспоминаний о партизанской борьбе.

## Книги
- Memorias de un guerrillero (Воспоминания партизана). Guadalajara, Jalisco, 2006
- Noche y Neblina: Los vuelos de la muerte. La historia de los campos de concentración en México y los desaparecidos de la guerra sucia en el siglo XX (Ночь и туман: Полёты смерти. История концентрационных лагерей в Мексике и исчезновений в «грязной войне» XX века). Guadalajara, Jalisco, 2007
- ¿Y dónde quedó la izquierda? (И где же были левые?) Guadalajara, Jalisco, 2008
- Crisis y fin de la democracia burguesa (Кризис и конец буржуазной демократии). Guadalajara, Jalisco, 2009